# Gewöhnliche Traubenkirsche
Die Gewöhnliche Traubenkirsche (Prunus padus L., Syn.: u. a. Padus avium Mill., Padus racemosa Lam.) ist eine Pflanzenart aus der Gattung Prunus in der Familie der Rosengewächse (Rosaceae). Der Name kommt von den in Trauben angeordneten Blüten und Früchten. Sie wird auch Ahlkirsche, Sumpfkirsche oder Elsenkirsche genannt, seltener auch Elsbeere, was mit der Art Sorbus torminalis zu verwechseln ist; in Teilen von Österreich heißt sie Ölexen, Elexsen, Ölasn, Öxn, Ösn oder ähnlich. Prunus padus wird auch als Faulbaum bezeichnet, wegen seiner brüchigen Zweige und ähnlicher Borke, hat aber keine medizinische Bedeutung wie der Echte Faulbaum.
Ähnlich ist die aus Nordamerika stammende Spätblühende Traubenkirsche.

## Beschreibung

### Erscheinungsbild

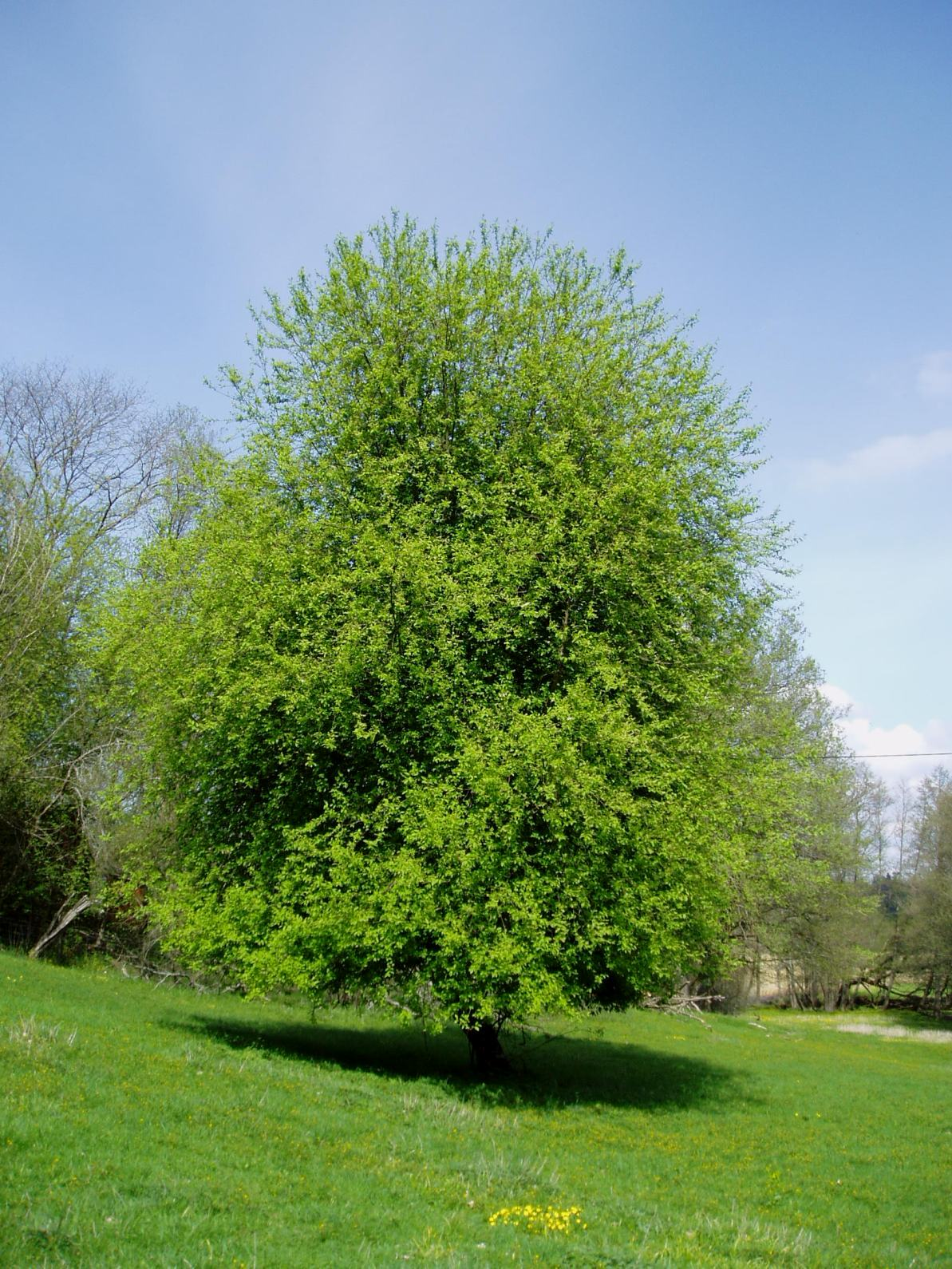
Gesamterscheinung

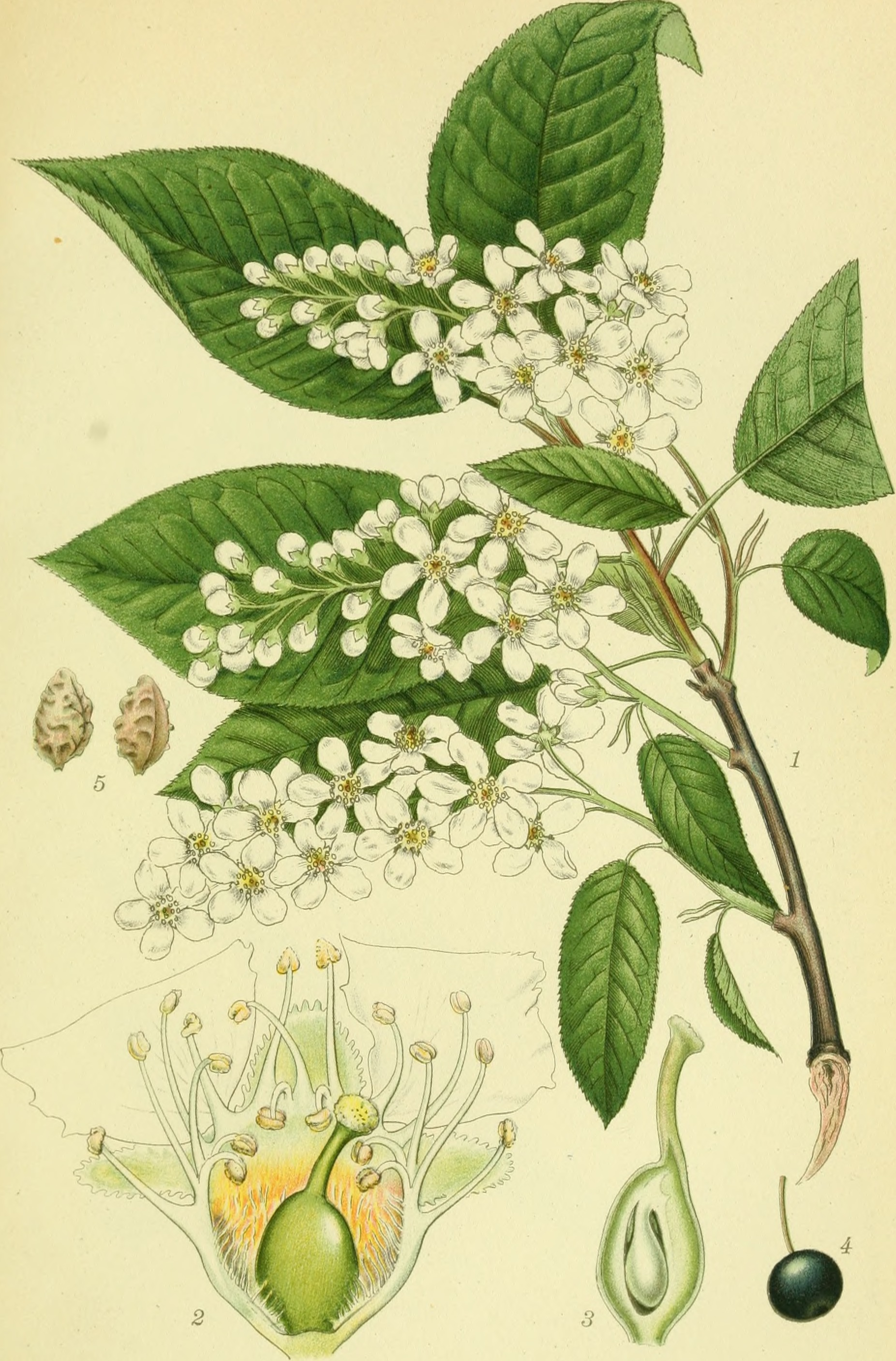
Illustration

Die raschwüchsige Gewöhnliche Traubenkirsche wächst als sommergrüner, bis zu 15 Meter hoher dichter Baum oder seltener als ein bis zu 10 Meter hoher Strauch mit überhängenden Ästen. Der Baum bildet gewöhnlich eine tiefangesetzte und dichtbelaubte Krone von schlanker und kegelförmiger Wuchsform aus. Bei älteren Exemplaren beobachtet man eher eine säulenförmige und gewölbte Krone. Die Gewöhnliche Traubenkirsche besitzt einen relativ gerade gewachsenen Stamm, der eine Stärke von etwa 60 cm entwickelt. Die bogig aufsteigenden Äste verzweigen sich locker, die rutenförmigen Zweige hängen häufig über. Charakteristisch für die Gewöhnliche Traubenkirsche ist das große Ausschlagvermögen ihrer Wurzeln. Das Durchschnittsalter der Gewöhnlichen Traubenkirsche beträgt 60 Jahre, ihr Höchstalter wird auf 80 Jahre beziffert.
Die Rinde ist glatt und dunkelgrau; bei Verletzung der Rinde verströmt das Holz einen unangenehmen, scharfen Geruch. Die Borke bildet nur bei sehr alten Bäumen flache, längliche Risse aus.

### Vegetative Merkmale
Die schlanken Knospen sind lang zugespitzt mit häufig einer, meist nach innen gebogenen Knospenspitze. Die 6 bis 14 cm langen leicht behaarten Blätter stehen an 1–2 Zentimeter langen Blattstielen. Der Blattstiel besitzt an seinem oberen Ende häufig zwei grünliche Nektardrüsen. Die spitzen oder zugespitzten Blattspreiten entwickeln eine verkehrt-eiförmige bis elliptische Form. Auffällig sind die zum fein gesägten Blattrand hin bogig miteinander verbundenen Seitennerven. Die Blattunterseite ist graugrün, die Blattoberseite matt dunkelgrün. Die Herbstfärbung ist gelbrot.

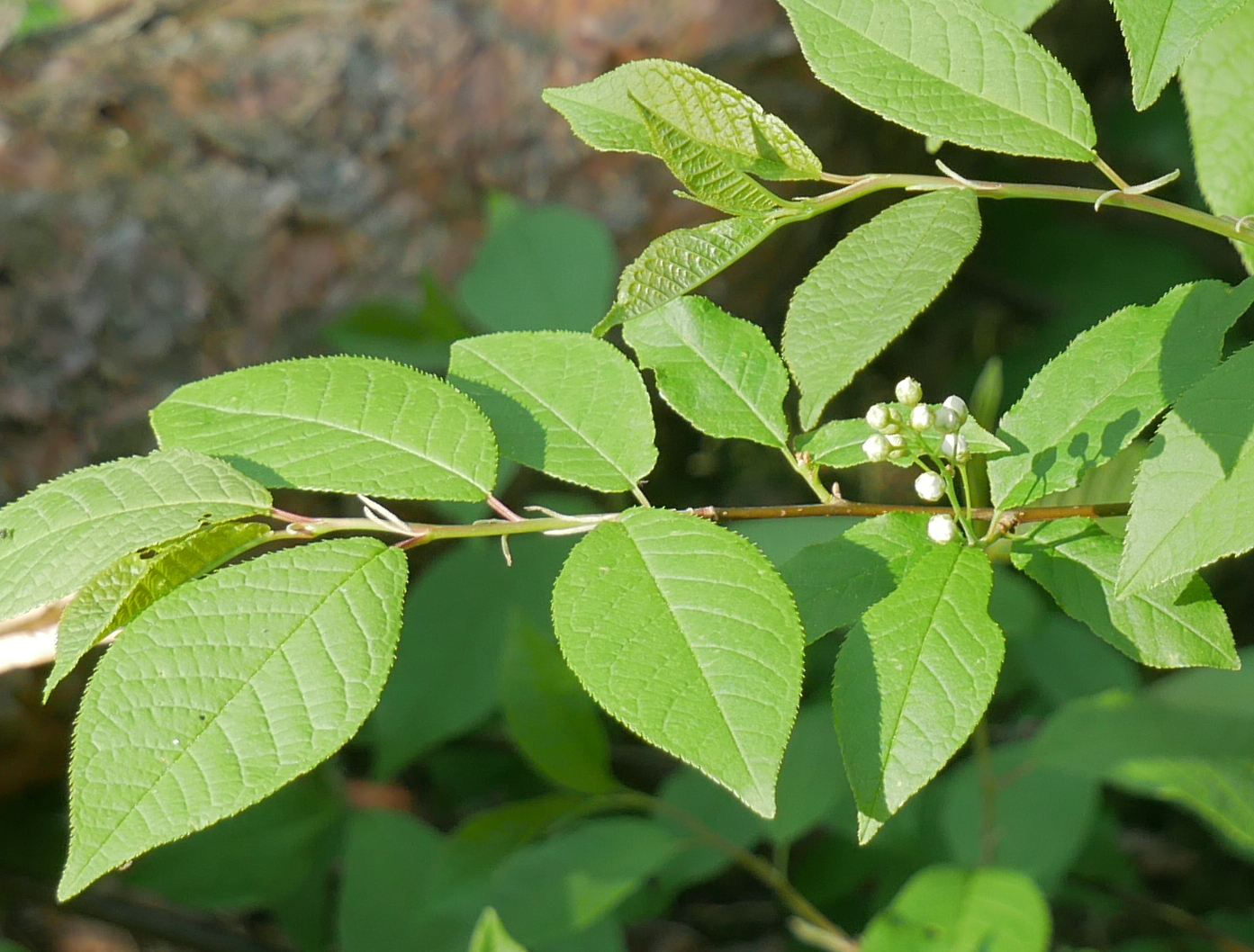
Wechselständig angeordnete Laubblätter
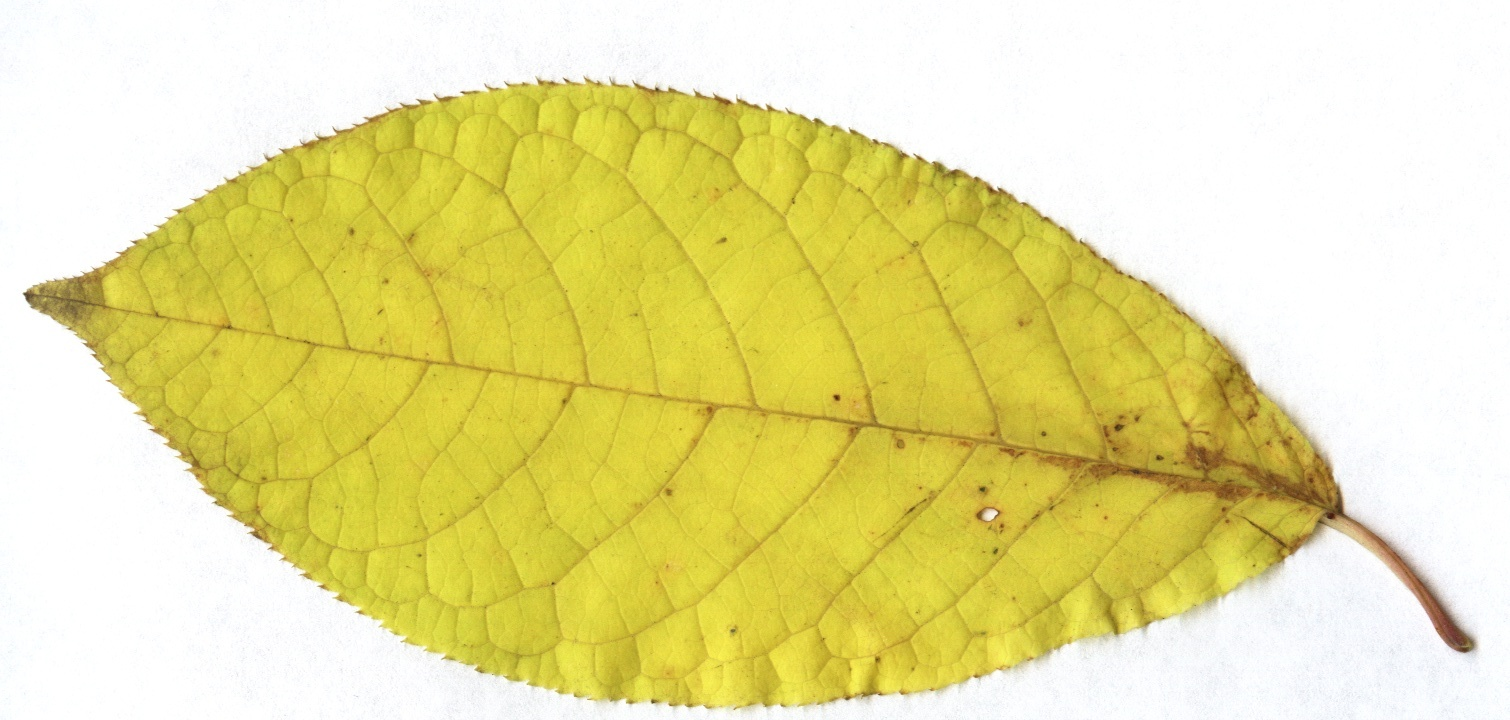
Einzelnes Laubblatt (Herbstfärbung)
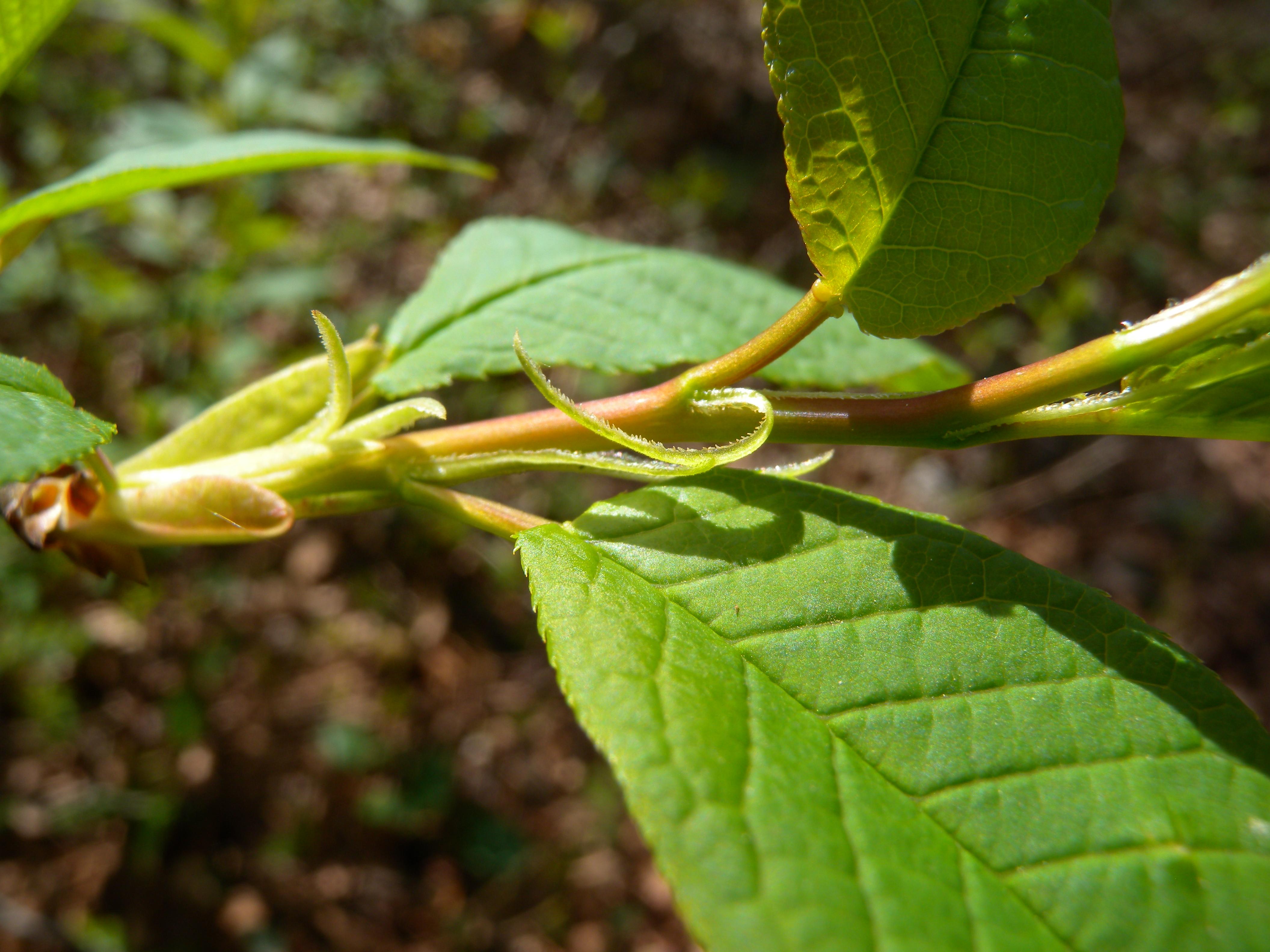
Nebenblätter

### Generative Merkmale
Die Blütezeit erstreckt sich von April bis Juni. Die zwittrigen, weißen Blüten stehen in 10–15 cm langen, zunächst bogig aufrechten, später hängenden 12- bis 30-blütigen Trauben, die am Ende beblätterter Kurztriebe gebildet werden. Zunächst sitzen sie einzeln in der Achsel eines Tragblattes, zum akropalen Ende gehen sie in einen traubenförmigen Blütenstand über. Hier sind die Tragblätter reduziert oder fehlen ganz. Die intensiv duftenden, von bittermandelartig, streng süßlich bis angenehm honigartig beschriebenen Blüten locken diverse Zweiflügler zur Bestäubung an.
Die duftenden, fünfzählige, radiärsymmetrische, protogyne und gestielte Blüte besteht aus grünen, zu einem Kelch verwachsenen Kelchblättern und weißen, freien Kronblättern. Die kleinen Kelchblätter sind fein, drüsig-gezähnt. Die ausladenden Kronblätter sind etwa doppelt so lang wie die Staubblätter. Sie besitzen eine eiförmige bis verkehrt-eiförmige Form. Das Androeceum am Rand des Blütenbechers besteht aus zahlreichen (20–30), freien Staubblättern, das Gynoeceum aus, für Kirschen typisch, einem Fruchtblatt. Der Fruchtknoten mit einem etwas seitlichem Griffel mit kleiner kopfiger Narbe, steht mittelständig im innen behaarten Blütenbecher. Es ist ein Diskus vorhanden.
Die erbsengroße, kugelige und runzelige Steinfrucht ist zuerst rot und dann glänzend schwarz. Sie reift im Spätsommer und wird gerne von Vögeln verzehrt, die für die Verbreitung der Samen sorgen. Das herb-bitter schmeckende Fruchtfleisch ist ungiftig. Der rundliche bis eiförmige Steinkern ist zugespitzt und weist eine netzig-grubige, skulptierte Struktur auf. Er enthält giftige Blausäureglykoside.

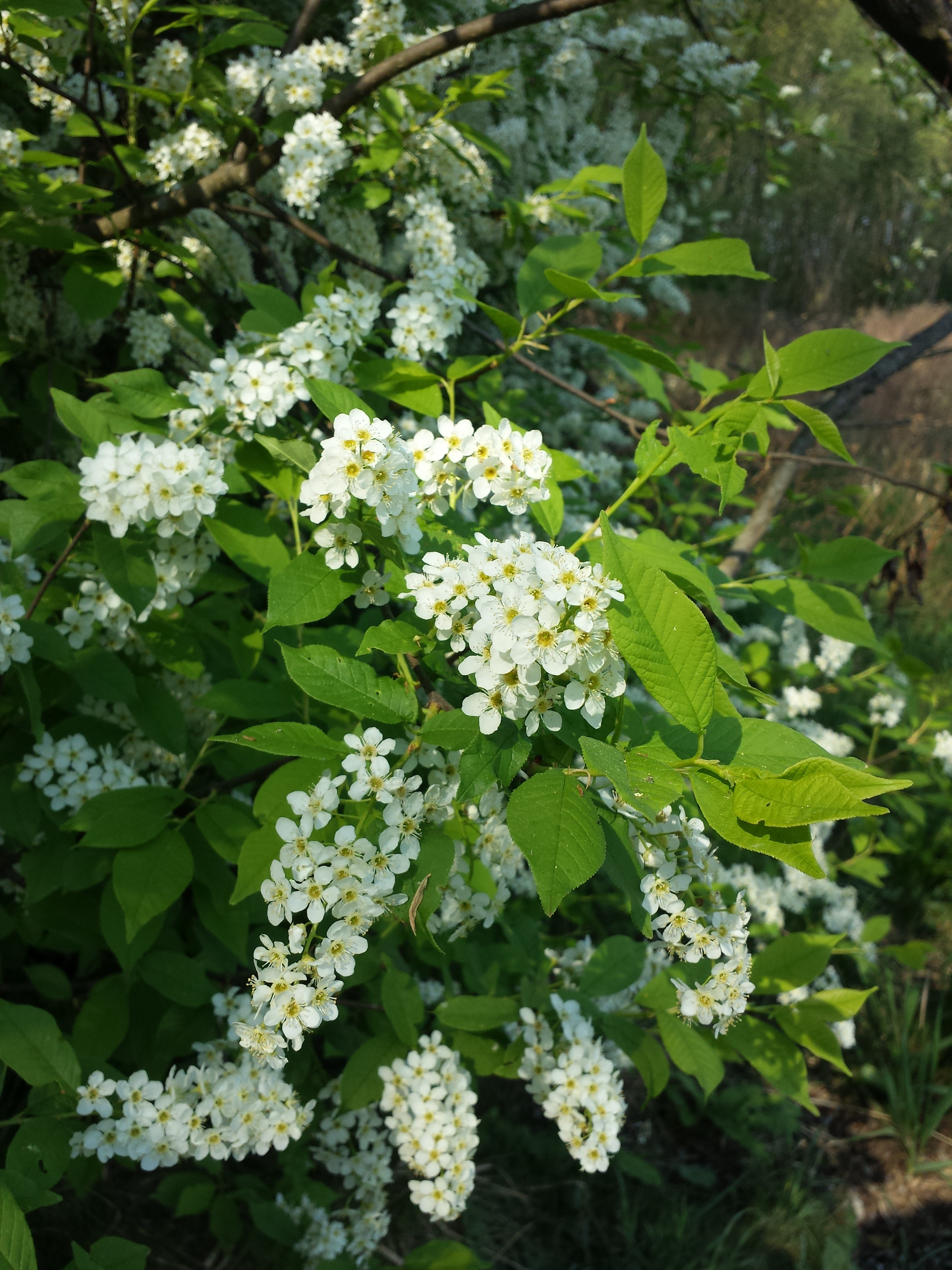
Traubige Blütenstände
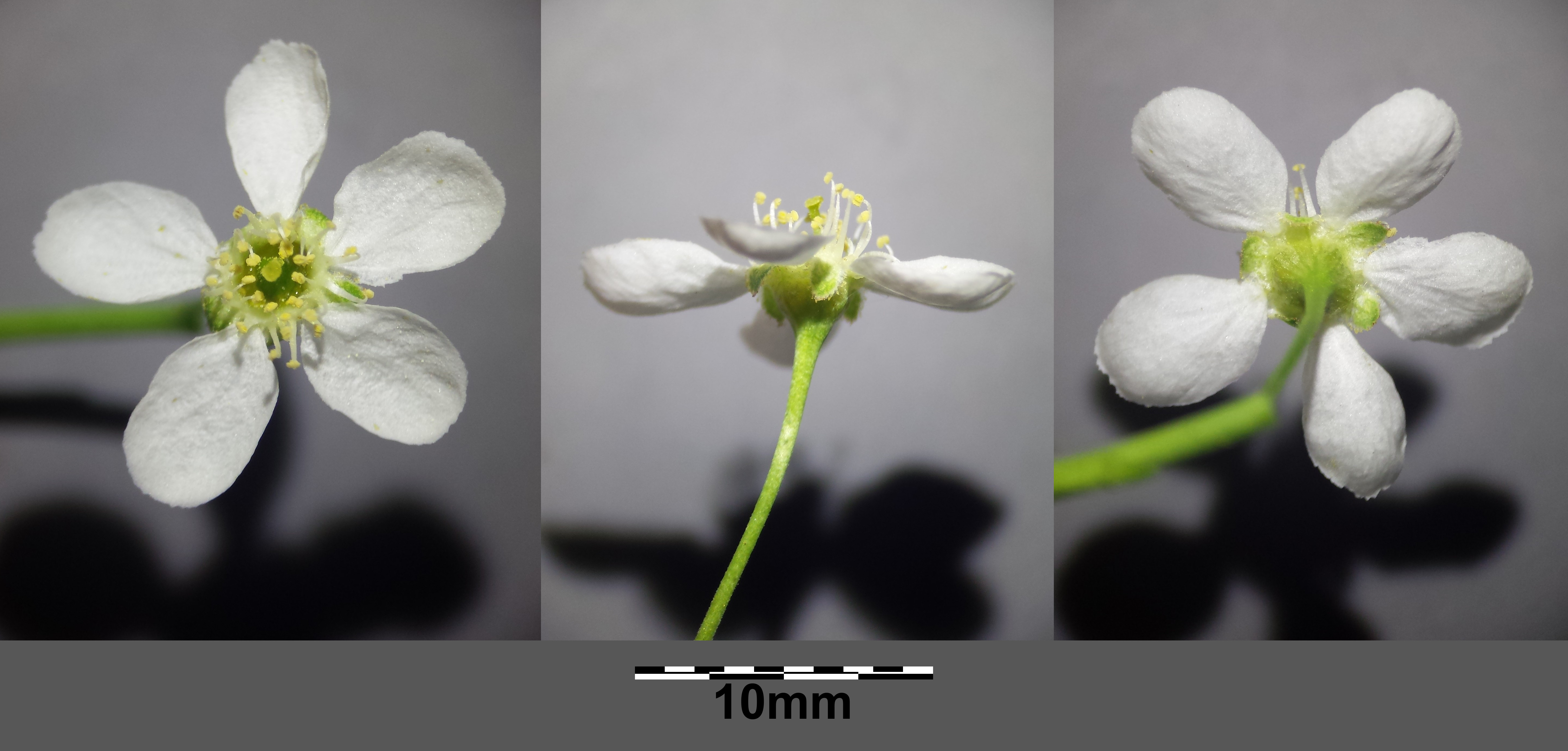
Einzelne Blüte
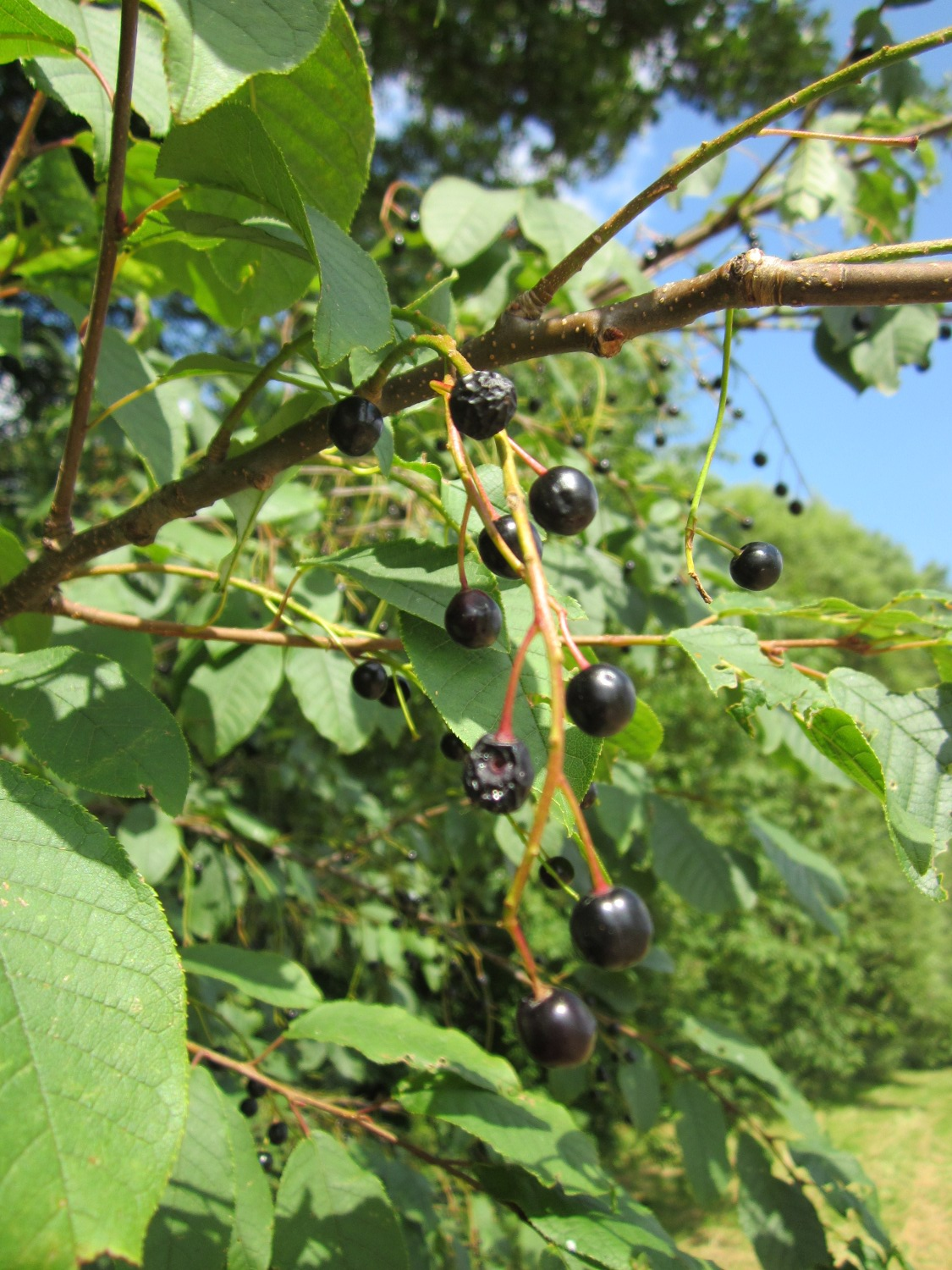
Früchte

Die Chromosomenzahl ist 2n = 32.

## Systematik
Man kann für die Gewöhnliche Traubenkirsche Prunus padus zwei Unterarten unterscheiden:
- Prunus padus L. subsp. padus
- Prunus padus subsp. borealis (A. Blytt) Nyman.

Für die Gewöhnliche Traubenkirsche sind verschiedene synonyme lateinische Bezeichnungen bekannt, für die Unterart Prunus padus subsp. padus unter anderem:
- Padus avium Mill.
- Padus vulgaris Host
- Prunus fauriei H.Lév.
- Cerasus padus (L.) Delarbre
- Padus asiatica Kom.
- Padus borealis (Schübeler) N.I.Orlova
- Padus racemosa (Lam.) Gilib.
- Padus racemosa subsp. typica (C.K.Schneid.) Dost l
- Prunus germanica Borkh.

## Ökologie

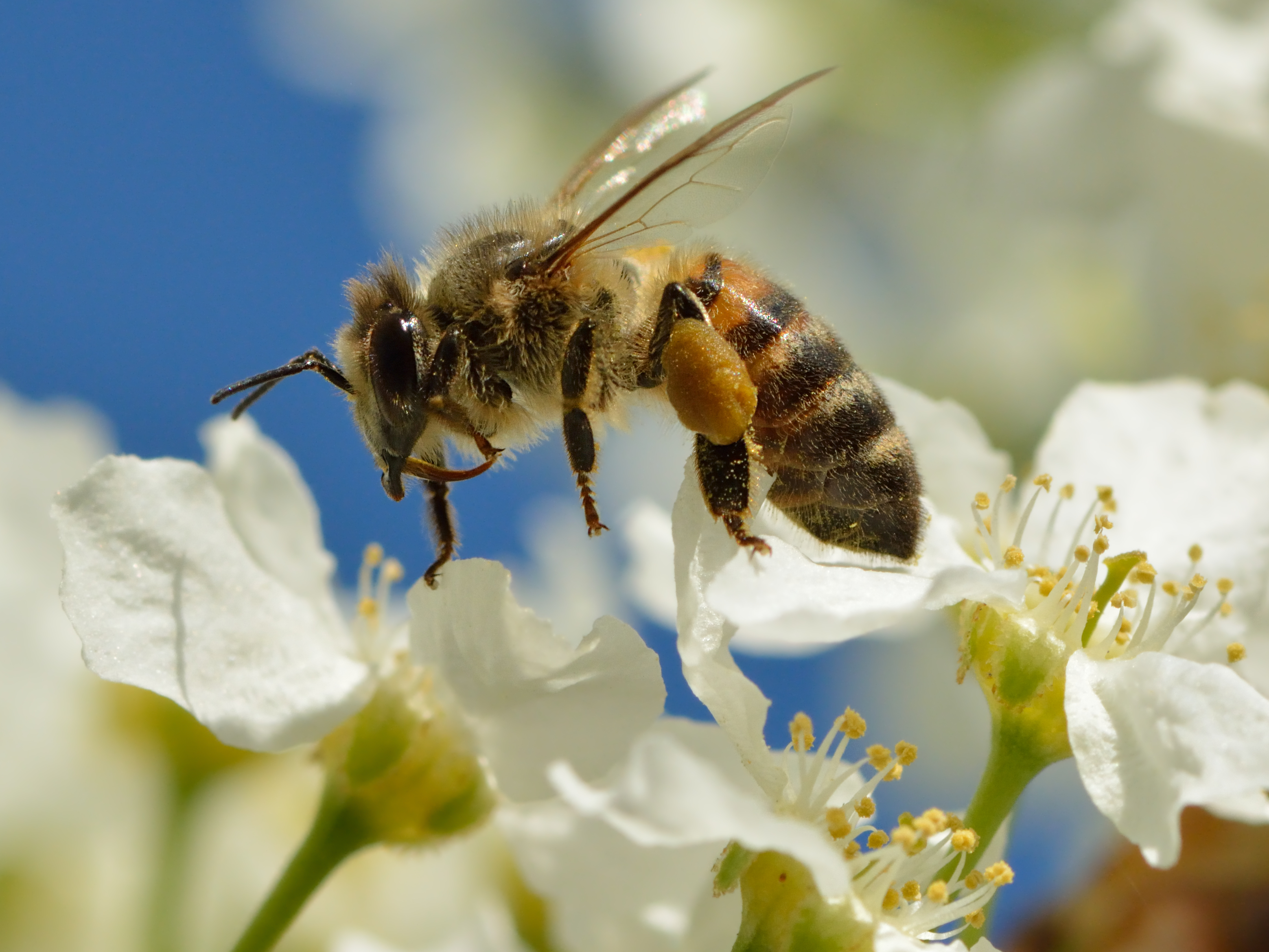
Die stark duftenden Blüten werden gerne von Bienen bestäubt

Verbreitung der Gewöhnlichen Traubenkirsche
Natürliche Verbreitung× Isolierte Populationen

Als Bestäuber der Gewöhnlichen Traubenkirsche treten vor allem Schwebfliegen, Bienen und Falter in Erscheinung. Nektar wird halb verborgen im Blütenzentrum angeboten. Bei ausbleibender Fremdbestäubung ist auch Selbstbestäubung möglich.
Ihr Laub dient mehreren Schmetterlingen aus der Familie der Eulenfalter und Spanner als Raupenfutter. Auch die Raupen des Zitronenfalters ernähren sich gelegentlich vom Laub dieser Pflanze.
Die Pflanze wird im späten Frühjahr nicht selten selektiv von Gespinstmottenlarven der Gattung Yponomeuta befallen, die sie kahl fressen und mit einem riesigen, silbrig schillernden, spinnwebenartigen Netz überziehen. Nach dem Verpuppen der Raupen erholen sich diese Gehölze meist wieder durch Neuaustrieb.
Nach Hacker (1998) leben an Traubenkirschen 21 Großschmetterlingslarven und ihre Früchte dienen 24 Vogelarten als Nahrung. Die Vögel verbreiten so die Traubenkirschen-Samen. Ein englischer Name der Traubenkirsche ist bird cherry.

## Vorkommen
Das Verbreitungsgebiet der Gewöhnlichen Traubenkirsche erstreckt sich über Europa (außer Mittelmeergebiet und Balkanhalbinsel) bis nach Nordasien und nach Japan.
Im Auftrag der deutschen Bundesanstalt für Landwirtschaft und Ernährung (BLE) wurden im Rahmen des Projekts Erfassung und Dokumentation genetischer Ressourcen seltener Baumarten in Deutschland in den Jahren von 2010 bis 2013 die Vorkommen von zehn seltenen heimischen Baumarten in den deutschen Wäldern ermittelt. Von der Gewöhnlichen Traubenkirsche wurden dabei in Deutschland rund 3,9 Millionen Individuen, vor allem in Auwäldern, erfasst. Verbreitungsschwerpunkte sind Niedersachsen mit 1,3 Millionen Exemplaren und Sachsen-Anhalt mit 900.000 Exemplaren.
Die Traubenkirsche meidet trockene und kalkreiche Böden, leicht kalkiger Boden wird aber meistens toleriert. Als älterer Baum steht sie eher einzeln, kommt aber als Verjüngung oft gehäuft in Form von Unterholz vor. Die Gewöhnliche Traubenkirsche bevorzugt nährstoffreichen, nassen oder zumindest feuchten Lehm-, Ton- oder Sumpfboden. Sie besiedelt daher vor allem Au- und Bruchwälder und besonders die etwas lichteren Stellen. Die Gewöhnliche Traubenkirsche ist ein Grundwasserzeiger. Sie ist in Mitteleuropa eine Charakterart des Verbands Alno-Ulmion, kommt aber auch in feuchten Gesellschaften der Ordnung Fagetalia oder Prunetalia vor.

## Verwendung und Giftigkeit
Die roh bitter schmeckenden Früchte können gekocht als Wildobst zu Marmelade oder Säften verarbeitet werden. In Rinde und Samen dagegen ist das cyanogene Glykosid Amygdalin enthalten, welches in Verbindung mit Wasser Blausäure abspalten kann.
Die Zweige dienen in Russland als Flechtmaterial.
Das Splintholz ist hell, das Kernholz braungelb/rötlich mit grünem Muster. Es ist weniger hart als Kirschholz, lässt sich gut verarbeiten und kann u. a. zum Drechseln, für Intarsien oder zur Herstellung von Spazierstöcken oder Gerätestielen verwendet werden.
Auf einem ihr zusagenden Untergrund kommt der Gewöhnlichen Traubenkirsche ingenieurbiologische Bedeutung zu. Als industriefestes Gehölz kann sie an Böschungen, die durch Abschwemmung gefährdet sind, zur Bodenbefestigung beitragen.
In Parks und Gärten wird die Traubenkirsche als Ziergehölz eingesetzt.

## Zuchtformen
In Gärten kommen Zierformen mit gefüllten oder gelblichen Blüten vor.
- ‘Plena’: Eine seltene Form mit gefüllten, lange haltbaren Blüten.
- ‘Globosum’
- ‘Watereri’: Häufig fälschlich ‘Wateri’ genannt. Diese Form wird häufig gepflanzt. Sie hat viel längere Blütenstände als der Typ, die bis zu 20 cm lang werden und waagerecht abstehen. Die Blätter weisen auf der Unterseite große Achselbärte auf und stehen locker.[14]

Einige auserlesene Gartenformen zeichnen sich durch besonders reichen Blütenansatz aus.

## Schädlinge und Krankheiten
Von Obstgärtnern wird die Traubenkirsche nicht sehr geschätzt, weil sie hin und wieder von der Traubenkirschen-Gespinstmotte massiv befallen wird und der Irrtum, diese würden auf Obstbäume überwechseln, sehr verbreitet ist.
Außerdem ist der Besuch der Wickler Acleris umbrana und Phtheochroa micana (Tortricidae) aufgezeichnet.
Wegen der Anwesenheit der Schädlingsraupen und ihrer Früchte wegen kommt der Traubenkirsche als Vogelschutzgehölz jedoch einige Bedeutung zu.
Die Gewöhnliche Traubenkirsche wird von den Rostpilzen Ochropsora ariae und Thekopsora areolata mit Uredien und Telien befallen.

## Bilder

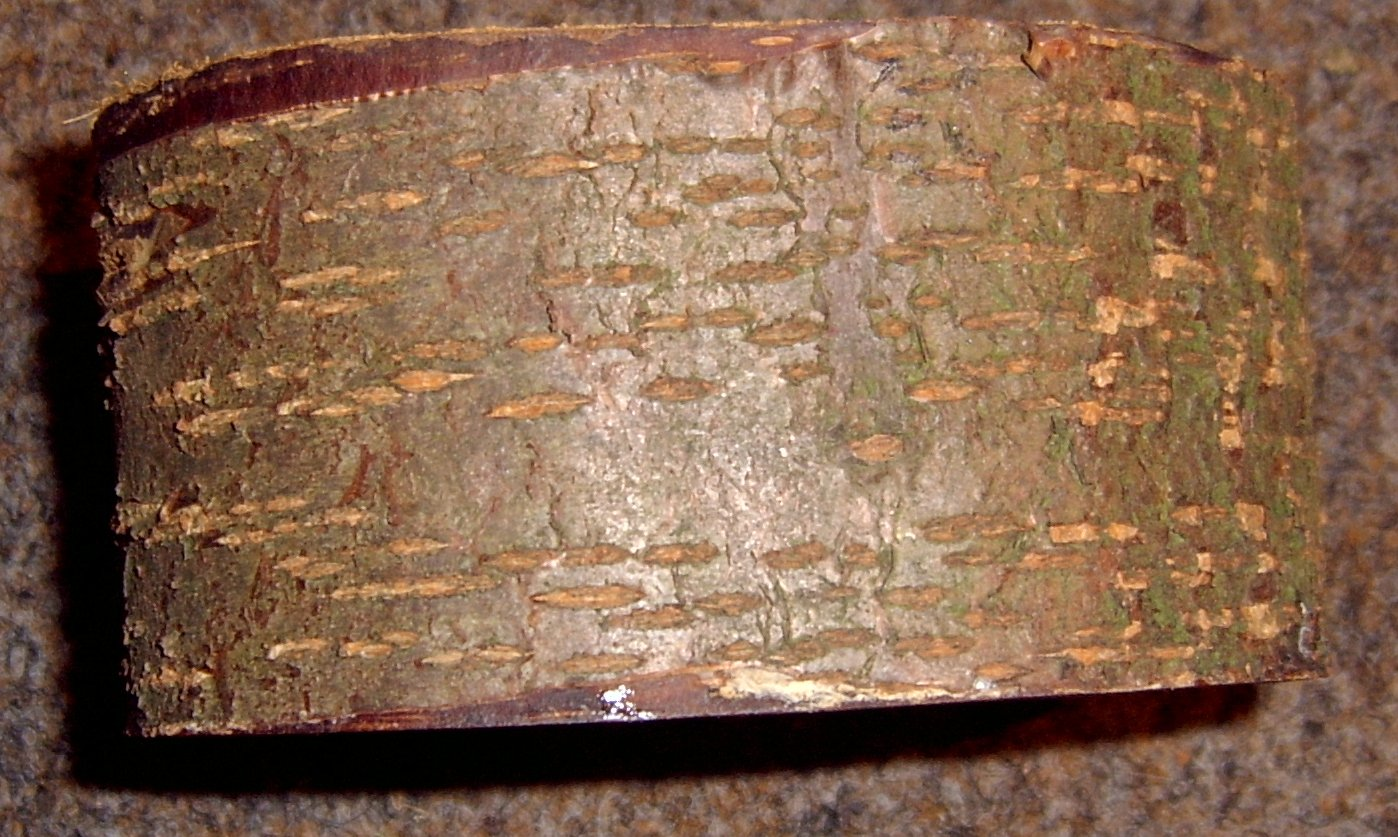
Rinde der Traubenkirsche mit Lentizellen
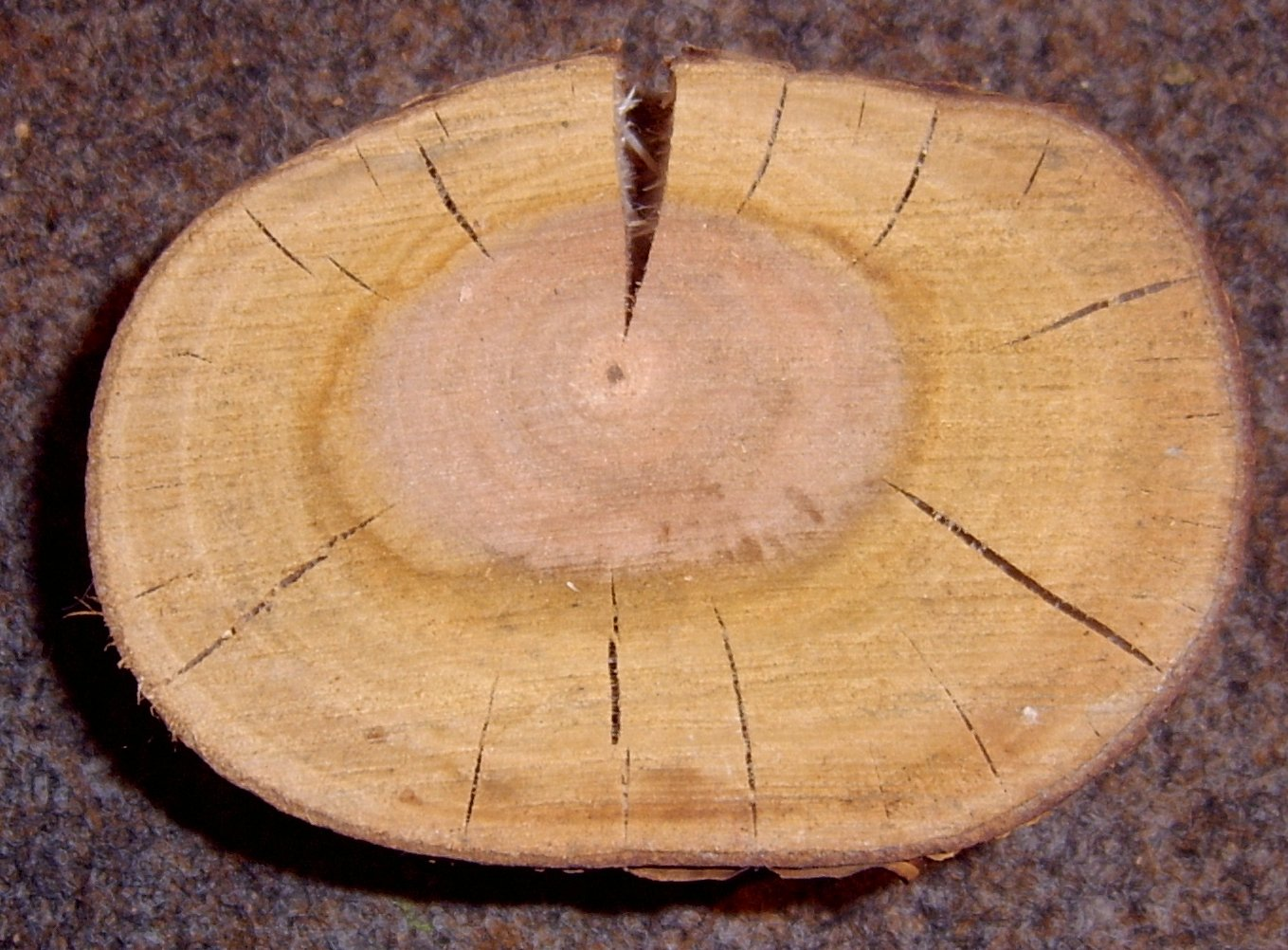
Stammquerschnitt mit Kernholz und Splintholz
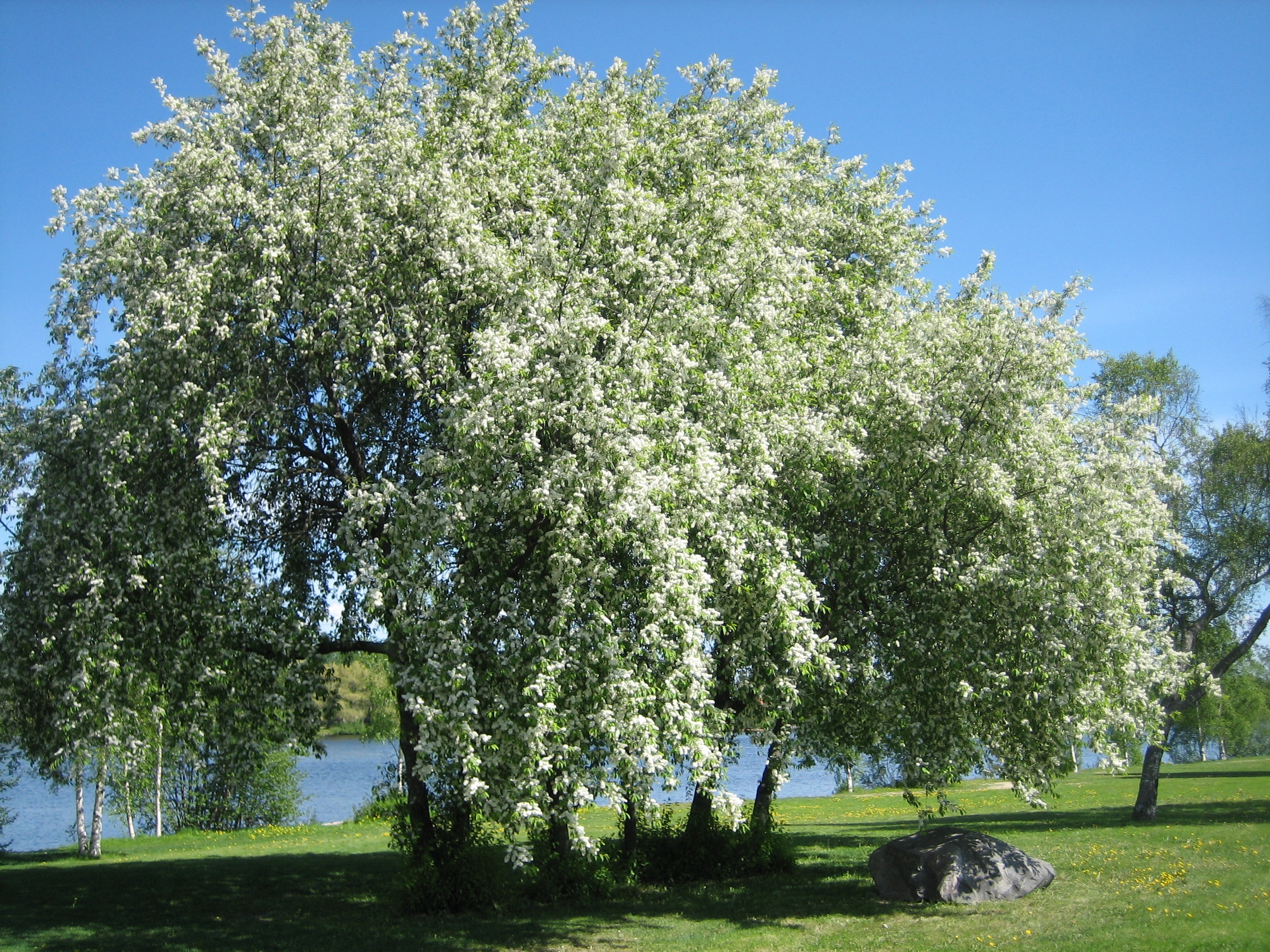
Traubenkirschen in voller Blüte am Oulujoki (Finnland) Anfang Juni
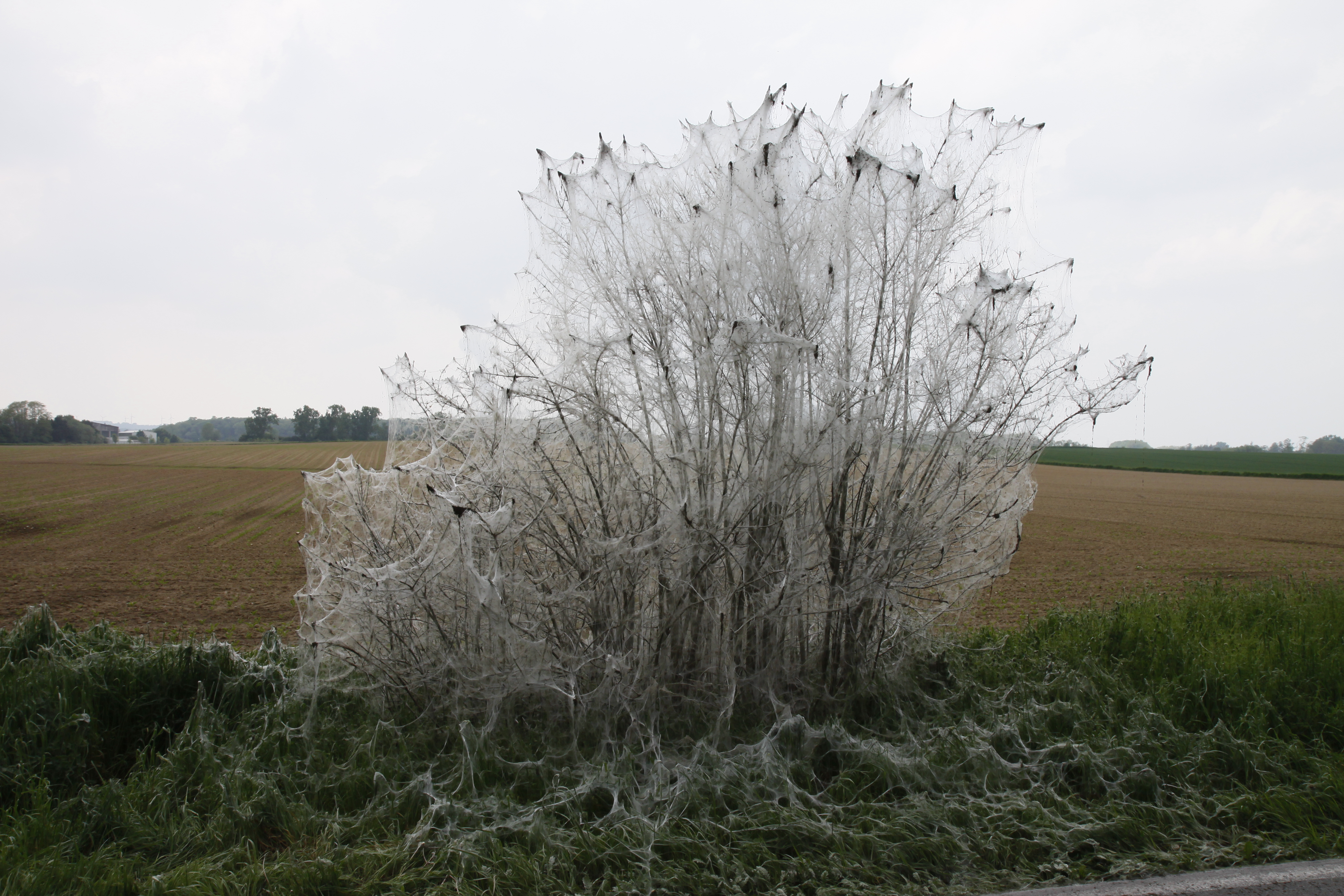
Traubenkirsche mit einem Befall von Traubenkirschen-Gespinstmotten